# Base Aérea de Los Llanos
La Base Aérea de Albacete, también  conocida como Base Aérea de Los Llanos (IATA: ABC, OACI: LEAB), es una base aérea internacional del Ejército del Aire y del Espacio de España que se encuentra situada 4 km al sur de la ciudad española de Albacete. Desde el 1 de julio de 2003 comparte pista y algunas instalaciones con el Aeropuerto de Albacete, operado por Aena.
Es una de las instalaciones aéreas más importantes de España. Depende operativa y orgánicamente del Mando Aéreo de Combate (MACOM). En ella se encuentra desplegada el Ala 14, que concentra en dos escuadrones —designados 141 y 142— los Eurofighter Typhoon, uno de los aviones de combate más avanzados del mundo, entre otros.
Junto a ella se encuentra la Maestranza Aérea de Albacete (MAESAL), en la se realizan las revisiones, reparaciones y modificaciones que requieren los aviones desplegados en la base como los Eurofighter Typhoon, los CASA C-101 Aviojet de entrenamiento o los Canadair CL-215 dedicados a la extinción de incendios.
La Base Aérea de los Llanos es también la sede del TLP (Tactical Leadership Programme), la escuela de excelencia para pilotos y tripulaciones considerada el Top Gun de Europa.
Además, muy cerca de la misma se sitúa el Centro Nacional de Adiestramiento de Chinchilla, con el que mantiene actividades conjuntas.

## Historia

### Orígenes
Los orígenes de las instalaciones se remontan a mediados de los años 1910, cuando la Aviación Militar Española (actual Ejército del Aire) expuso la necesidad de un aeródromo a medio camino entre el aeródromo de Cuatro Vientos (Madrid) y el aeródromo de Los Alcázares (Murcia), seleccionándose Albacete como lugar idóneo. El ayuntamiento de la ciudad cedió unos terrenos al sur de la misma al Ministerio de la Guerra para la construcción del aeródromo, entre los parajes de La Pulgosa y Los Llanos.
Hasta 1927 la Compañía Española de Aviación (CEA) formó en La Torrecica a 220 pilotos, realizó más de 25.000 vuelos de instrucción y se completo más de 7.000 horas de vuelo.
Inicialmente el aeródromo fue denominado Aeródromo de La Torrecica, siendo inaugurado en septiembre de 1923 con la llegada de dos aeroplanos. Al año siguiente fue asignado como sede para la Escuela Civil Elemental de Pilotos de la Compañía Española de Aviación, que se encargaría de la formación militar de pilotos en aviones Avro 504 y Bristol F.2 Fighter hasta su disolución debida a restricciones presupuestarias en 1932, aunque el aeródromo siguió abierto al tráfico civil y al militar desde 1929.
La primera escala de un vuelo chárter en los Llanos tuvo lugar en 1930 cuando un trimotor Junkers G24 de Lufthansa procedente del aeródromo de Tempelhof y con destino Sevilla y que aterrizó para repostar combustible.

### Guerra civil y Posguerra

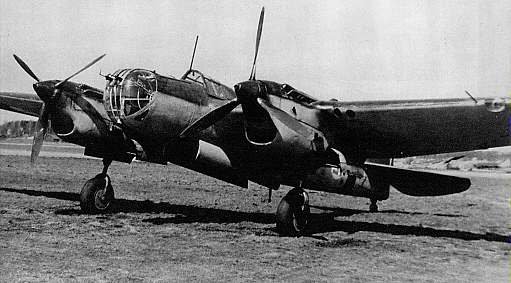
Tupolev SB-2 Katiuska similar a los que empleó el Ejército del Aire de España en Los Llanos

Durante los primeros días de la guerra civil española, el aeródromo fue utilizado por los militares sublevados, pasando a manos del bando republicano el 26 de julio de 1936, convirtiéndose en la sede del Estado Mayor de la Aviación Militar Republicana desde noviembre de ese mismo año, hasta abril de 1938, y de la aviación de transporte republicana hasta marzo de 1939, poco antes de terminar la guerra. También hasta octubre de 1938 fue la base de las Brigadas Internacionales. Hasta el final de la Guerra Civil los dos aeródromos de Albacete estuvieron operativos aunque poco a poco Los Llanos ganaba protagonismo como centro de formación e industrial, puesto que se realizaba actividad de fabricación y reparación de aeronaves y equipos aeronáuticos.
La guerra supuso la completa militarización del aeródromo de Los Llanos, que se convirtió en una de las instalaciones más importantes para la aviación de la República. La base fue sede entre otras de la célebre Escuadrilla Malraux (equivalente aeronáutico de las Brigadas Internacionales) y de varias unidades del mando de bombardeo y también del Estado Mayor de las Fuerzas Aéreas de la República Española (FARE). Los SB-2 Katiuska actuaban desde los aeródromos de la región aérea de Albacete atacando objetivos en todos los frentes.
A partir de 1936 se crearon talleres de construcción de aviones y dos fábricas de montaje. Estos se complementaron con la creación de talleres de reparación de aviones creados en Almansa y Casas de Juan Núñez. Así en 1936 se creó la Maestranza Aérea de Albacete, ubicada en el paraje de la Casa de la Viña hasta que en 1942 se trasladó al emplazamiento actual junto a la Base Aérea de Los Llanos.
Como el aeropuerto de Barajas quedó cerrado a causa del cerco de Madrid, las líneas civiles internacionales se trasladaron a otros aeropuertos. En Albacete se operó la línea Albacete-Barcelona-Toulouse de la compañía LAPE (Líneas Aéreas Postales Españolas) con los aviones Douglas DC-2 de fabricación norteamericana.
Una vez acabada la guerra, el Ejército del Aire adquirió las instalaciones, pasando a denominarse Aeródromo de Los Llanos, y en él instaló el Regimiento de Bombardeo nº 13, formado por 19 aviones Tupolev SB-2M apodados Katiuska capturados a la II República, que fueron sustituidos a mediados de los años 1940 por Junkers Ju 88 provenientes de compras a Alemania (algunos directamente y otros tras haber aterrizado en España durante misiones de combate contra los aliados). En enero de 1940 el 13 Regimiento contaba con 2 grupos, n.16 y n.17, en Los Llanos. De sus Tupolev SB.2 tenía en estado de vuelo 5 aviones y en diferente estado de reparación en talleres otros 13. En esos años es cuando se fundó la Maestranza Aérea de Albacete (MAESAL), que desde entonces se encargaría de las revisiones y labores de mantenimiento de las aeronaves allí asignadas y de la región aérea de Levante.

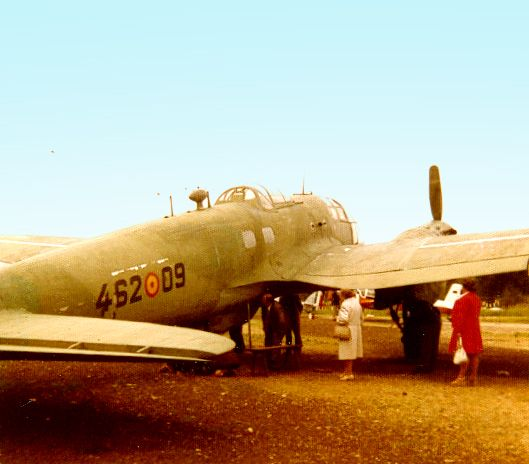
CASA 2111 del Ejército del Aire de España

### Años 1950 y 1960

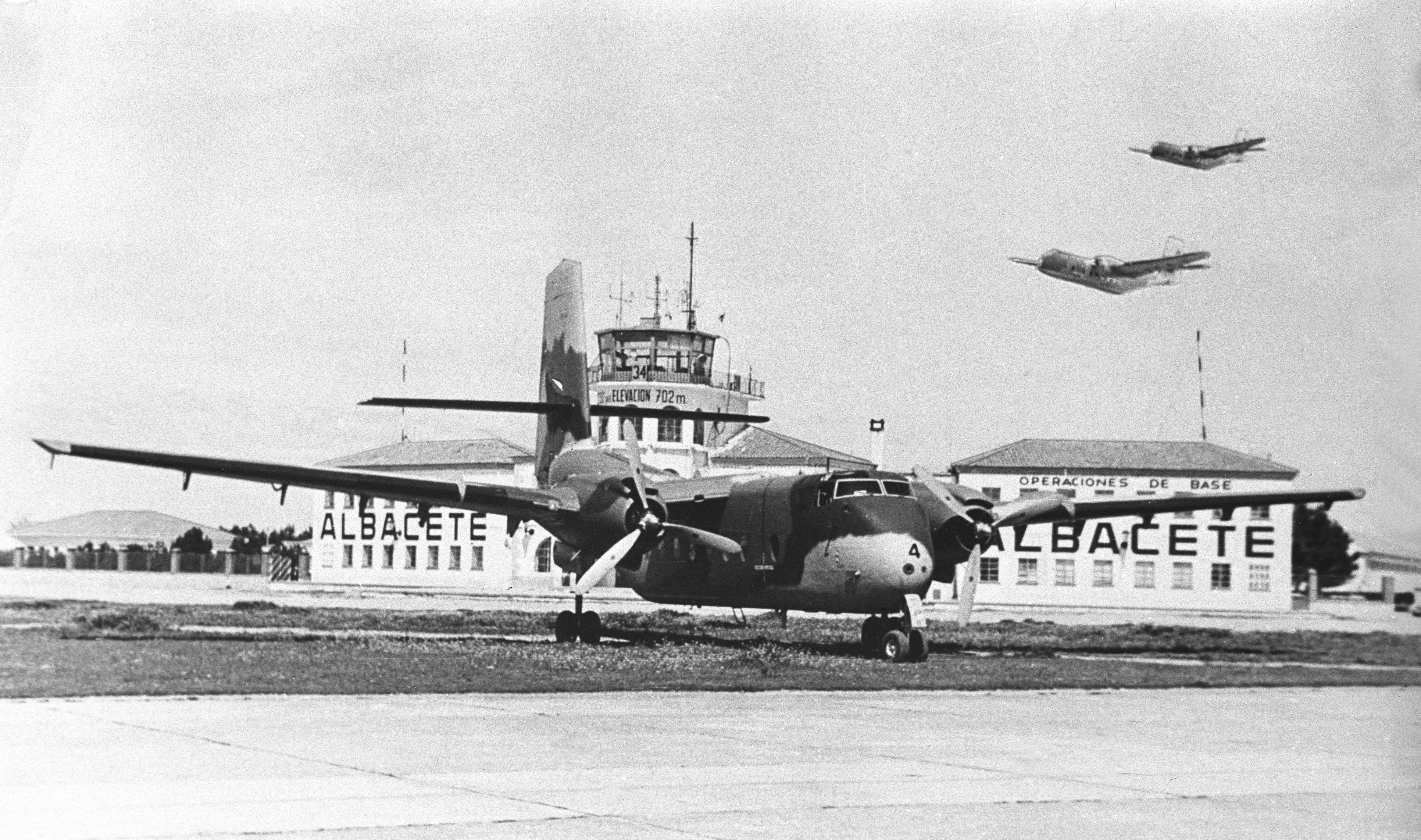
Caribou en la Base Aérea de Los Llanos en 1965

El 1 de marzo de 1957 el Regimiento de Bombardeo nº13 se transformó en el Ala 26 de bombardeo ligero, compuesta por aviones Heinkel He 111 fabricados en España por Construcciones Aeronáuticas S.A. (CASA) bajo la denominación CASA 2111. En 1957-1958 el Ala 26 tomo parte activa en la campaña Ifni-Sáhara. Destacamentos de aviones fueron enviados a la base aérea de Gando. El Ala 26 pasó fue sustituida el 1 de agosto de 1962 por el Ala 37 de transporte, formada por aviones Douglas DC-3 y de Havilland Canada DHC-4 Caribou.
Para remplazar a los ya muy desgastados DC-3 se decidió comprar 12 aviones DHC-4 Caribou, llegando en diciembre de 1967 el primer DCH-4 a Los Llanos. Estos aviones participaron en los últimos días de la evacuación española del Sáhara Occidental, aunque entonces ya no estaban basados en Los Llanos.
También, desde julio de 1946 el aeródromo se abrió al tráfico civil, lo que implicó obras de mejora de las instalaciones y una ampliación de pista hasta los 2250 metros de longitud. Pero debido al poco tráfico civil y al incremento de la actividad militar que se registró en esos años, el aeródromo volvió a ser únicamente militar en 1955.

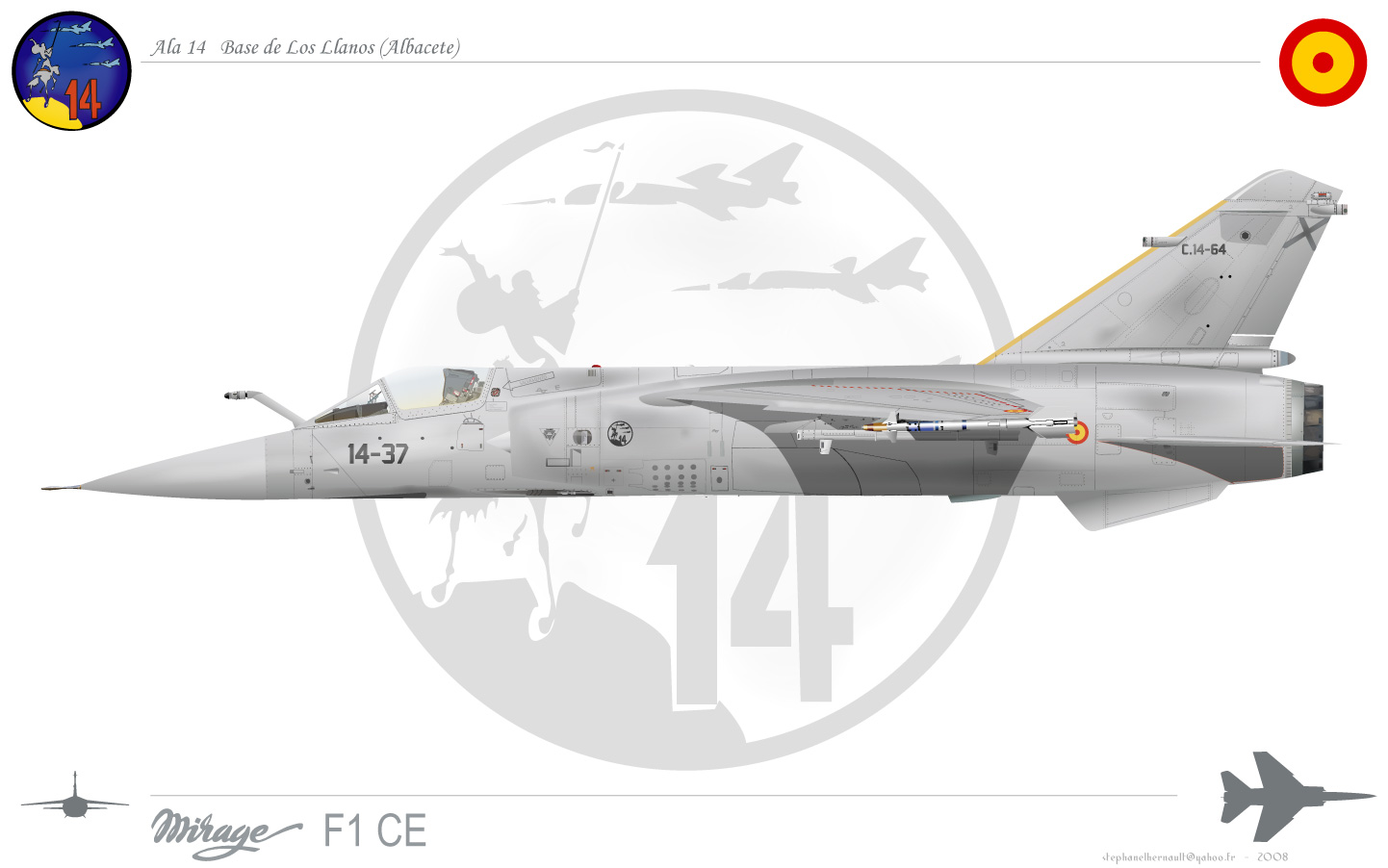
Mirage F1 del Ala 14 del Ejército del Aire de España

### Creación del Ala 14
En marzo de 1974, debido a su buena posición geoestratégica dentro de la península ibérica, permitiendo enfrentar cualquier amenaza proveniente del Magreb, la base aérea pasó a dedicarse a la aviación de combate después de haberse dedicado al bombardeo y al transporte en años anteriores. Desde Albacete podría hacerse frente a una guerra con Marruecos que podría involucrar a Libia o Argelia. Incluso sin guerra el poder aéreo creciente de Libia o Argelia suponían una potencial amenaza.
Así pasó a crearse el Ala 14, a la que se le asignaron los nuevos Mirage F1 comprados por el Ejército del Aire, recibiendo las primeras unidades el 18 de junio de 1975, por lo que se procedió a la creación del Escuadrón 141, y con la progresiva llegada de más aviones, del Escuadrón 142 el 1 de abril de 1980. El Mirage F1 era un avión de última generación en aquel momento, había entrado en servicio en l’Armée de l’Air francés en noviembre de 1973.  El Mirage F1 estuvo precedido por el Mirage III, que había tenido un buen rendimiento en el Ala 11. También jugó un papel clave la política de diversificación de suministradores en la adquisición de material militar iniciada tras la guerra de Ifni-Sahara.
Con la llegada de los nuevos aviones, la base necesitó una transformación, por lo que se crearon nuevas instalaciones y servicios necesarios, y la pista de aterrizaje tuvo que ser ampliada hasta los actuales 2700 metros de longitud. En enero de 1978 quedó disuelta la 602 Escuadrilla de entrenamiento, que  estaba operativa desde el 24 de abril de 1973.

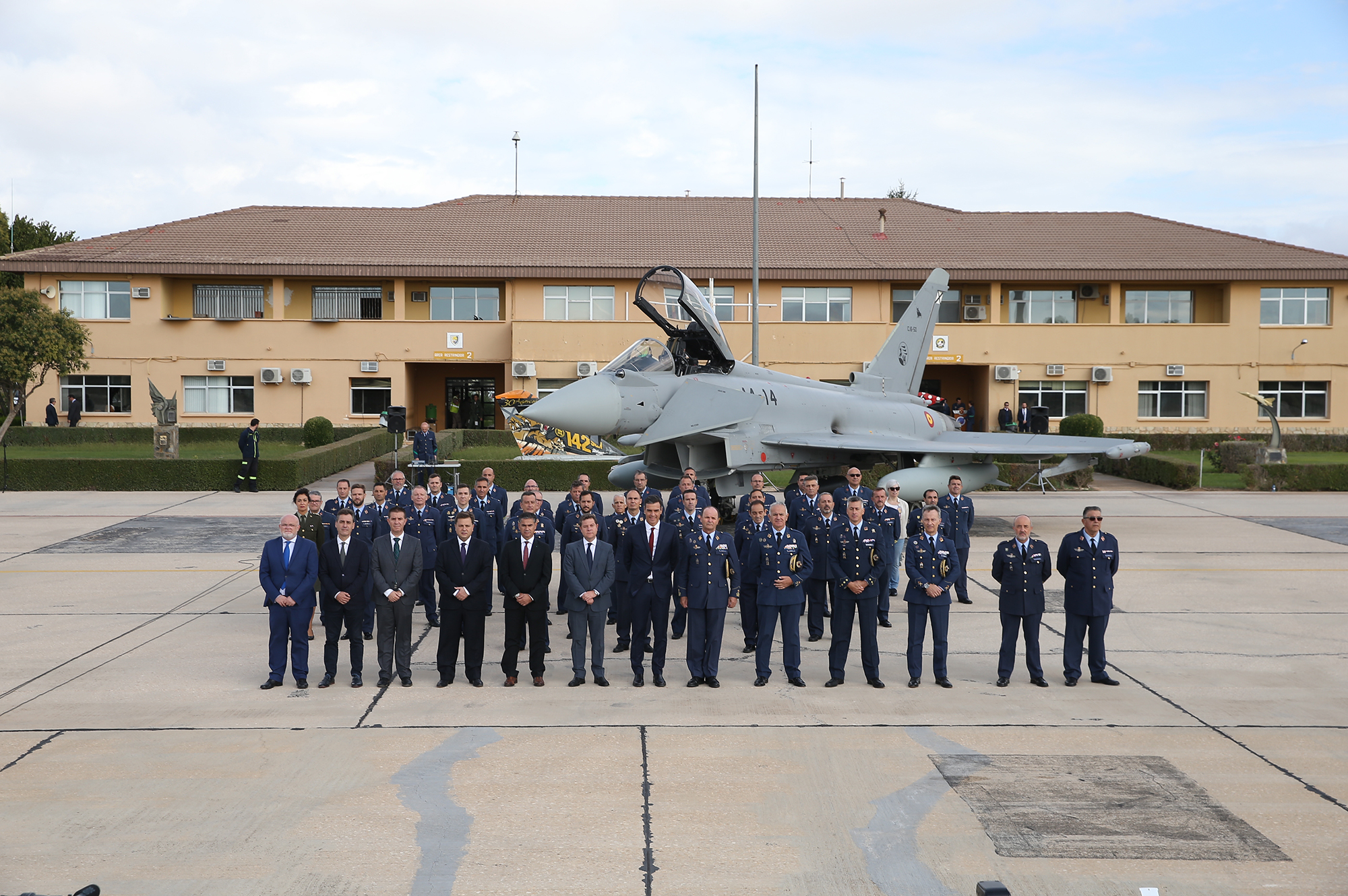
Visita del presidente del Gobierno, Pedro Sánchez, el 10 de octubre de 2018.

Los MiG-25 argelinos volaron misiones de reconocimiento sobre la costa del sur de España. Los aviones volaban a 2900 km/h y los Mirages de Manises y Los Llanos enviados tras ellos generalmente no podían interceptarlos. 
En mayo de 1992 se celebró el Tiger Meet 92 en los Llanos, con la realización de misiones con escuadrones de la OTAN y jornada de puertas abiertas.
El 20 de febrero de 1996 se envía el primer Mirage F-1 del programa de modernización a Charleroi (Bélgica). Un total de 48 monoplazas y 4 biplazas se llevaron al estándar Mirage F1M entre 1997 y finales de 2000, centralizando el Ala 14 las operaciones de todos ellos. En 1999 el Ala 14 absorbió el escuadrón de Mirage F1 (comprados de 2.ª mano a Catar) que operaba en Manises. Los Llanos fue la base designada por España para ser la sede del programa de liderazgo táctico TLP (Tactical Leadership Programme) de la OTAN.
El año 2002 el Ala 14 participó en el ejercicio COPE THUNDER, en Alaska. El año 2006 aviones F1 del Ejército del Aire fueron desplegados en la Base Aérea de Šiauliai, en Lituania, realizando misiones de defensa y policía del espacio aéreo, bajo mando de la OTAN.
En 2013 el Eurofighter sustituyó a los Mirage F1M, formando parte del 142 Escuadrón del Ala 14 y empezó a operar desde Los Llanos.

## Ala 14

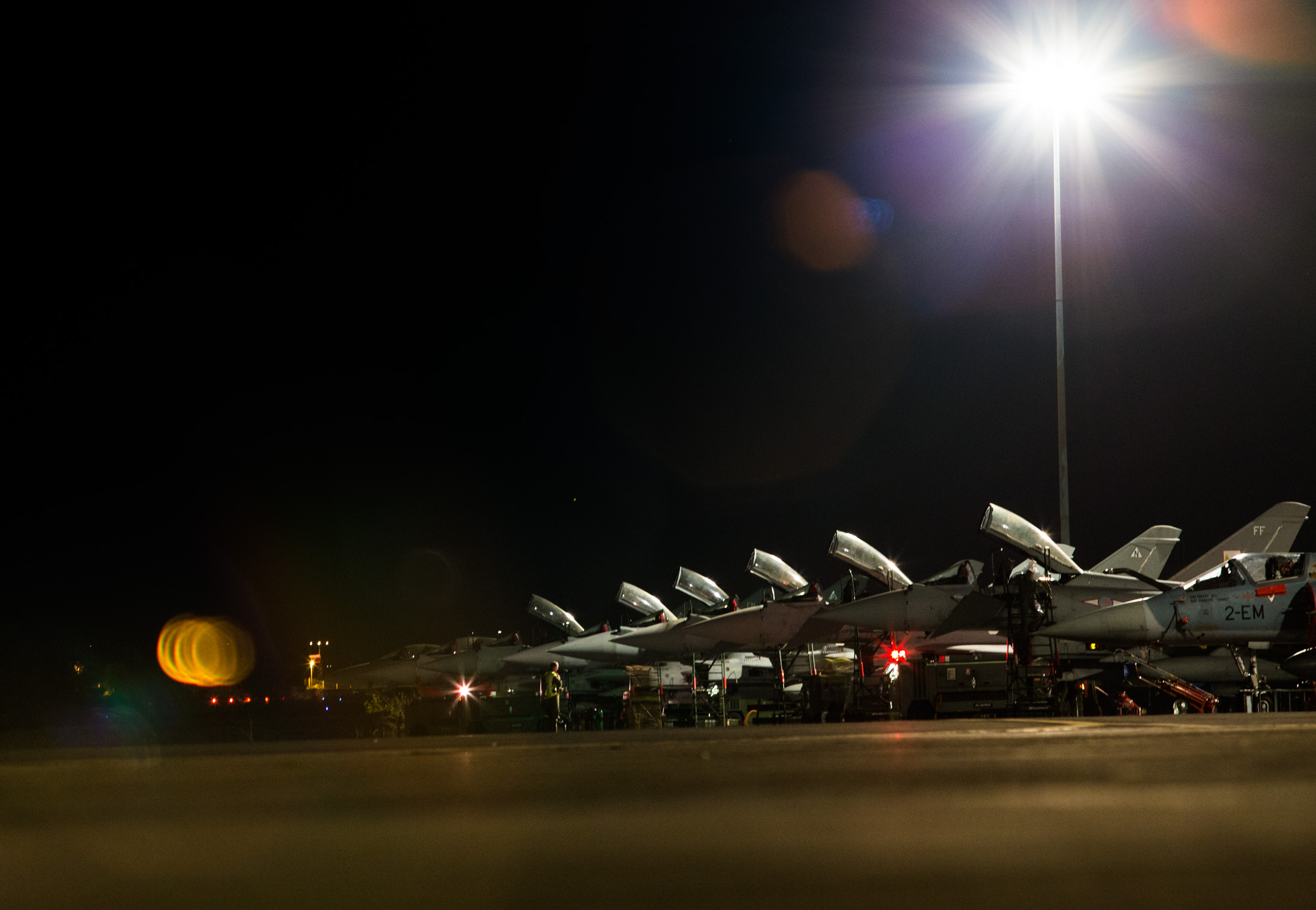
Actividad nocturna de la Base Aérea de Los Llanos

Desde su fundación en 1974, la Base Aérea de Los Llanos es la sede del Ala 14, el cual opera con dos escuadrones con misiones bien diferenciadas:
- Escuadrón 141
- Escuadrón 142

Ambos escuadrones son apodados coloquialmente «perros» y «tigres» respectivamente, como los animales que lucen en sus emblemas. Y entre los dos, concentraron todos los Mirage F1 que posee Ejército del Aire Español (46 unidades, 4 de las cuales son biplaza).

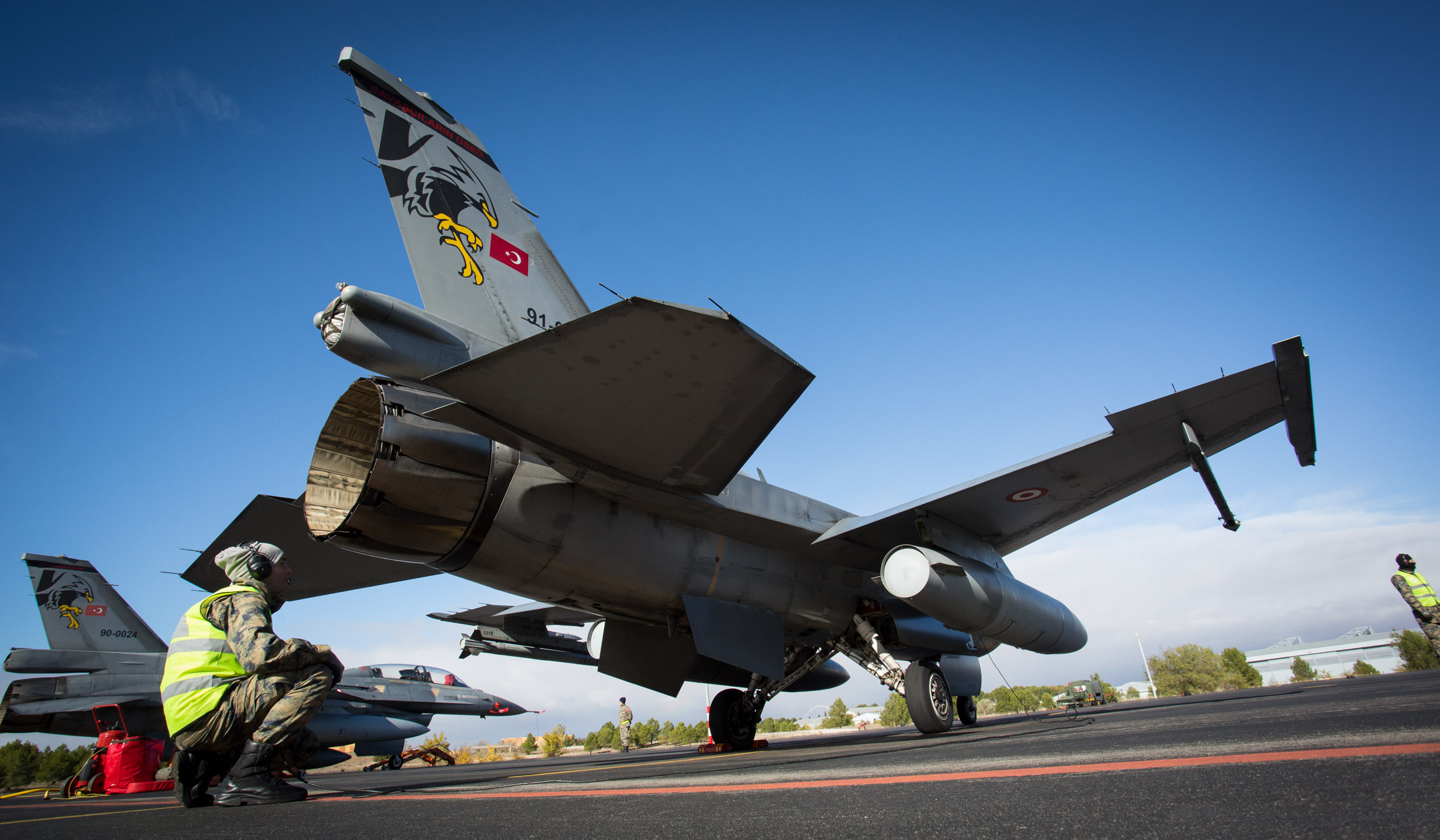
Avión turco desplegado en la base

El Ala 14 con sus 200 000 horas de vuelo en Mirage F1, es la unidad de combate más operativa con un mismo sistema de armas dentro del EdA. Totaliza hasta un total de 260 000 horas las voladas por los Mirage españoles si sumamos las realizadas en el Ala 46 y el Ala 11.
Actualmente, la Base Aérea de Los Llanos alberga 31 aviones Eurofighter Typhoon del Ejército del Aire de España operados por los dos escuadrones del Ala 14.

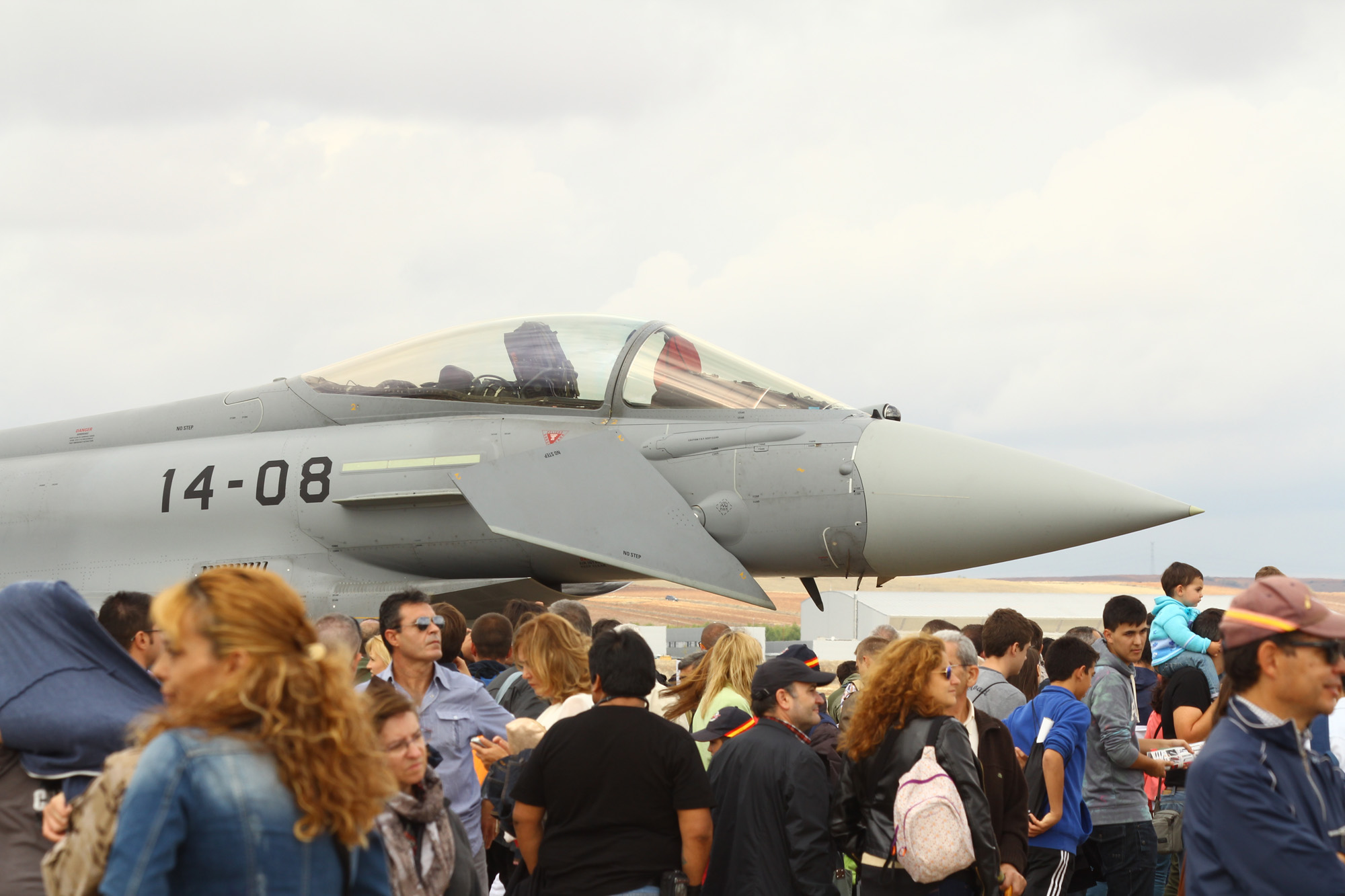
Vista de un Eurofighter Typhoon con sede en la Base Aérea de Los Llanos

## Maestranza Aérea de Albacete

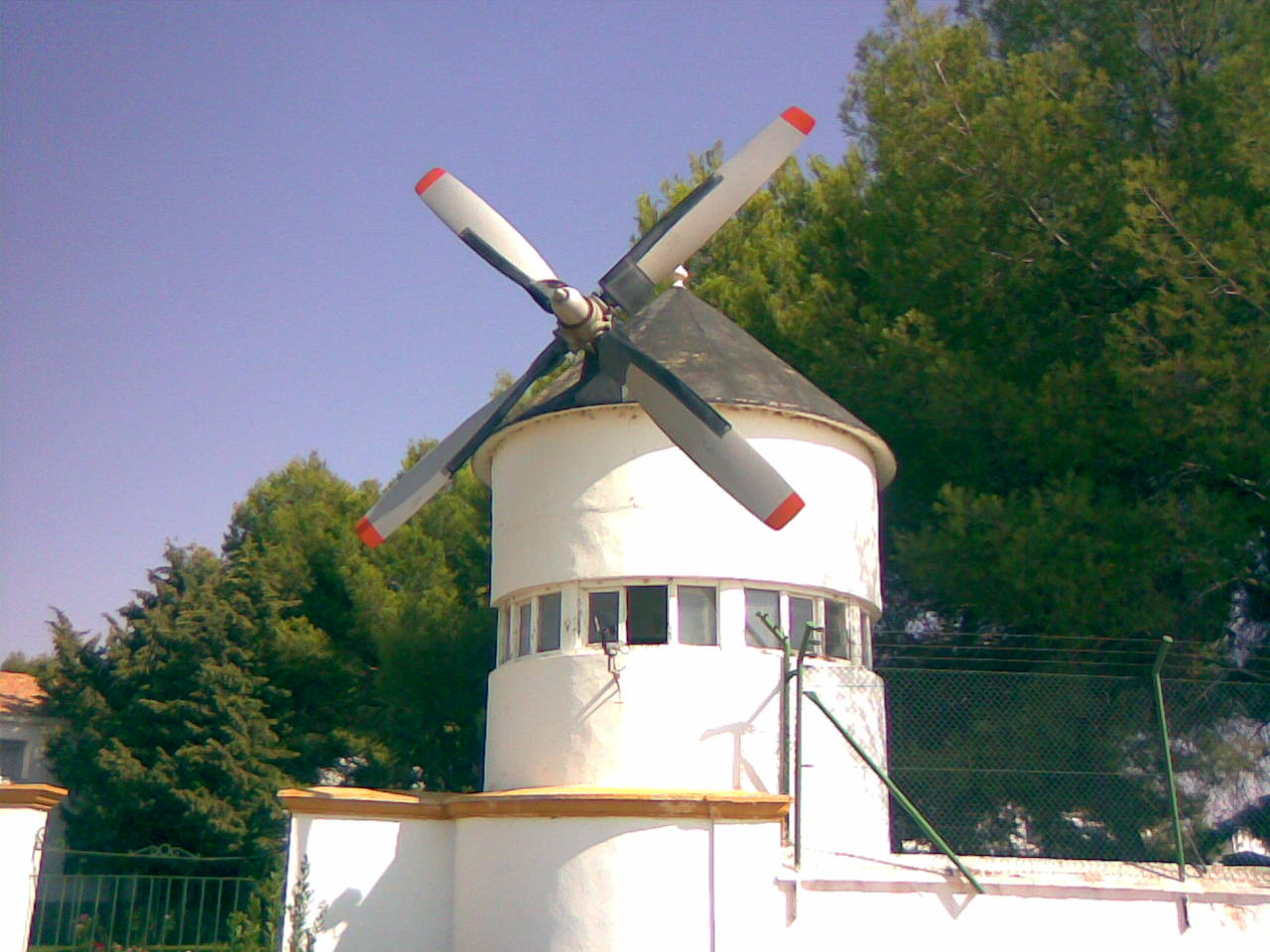
Entrada a la Maestranza Aérea de Albacete (MAESAL) donde se puede ver la recreación de un molino de viento realizada con la hélice de un Boeing KC-97 Stratotanker

Junto a la base se ubica la Maestranza Aérea de Albacete, que tiene como misión el mantenimiento de los aviones del Ejército del Aire de España. Creada en 1939, es una pieza fundamental en la estructura del Ejército del Aire, que garantiza su funcionamiento.
La Maestranza Aérea de Albacete fue creada por Decreto del 24 de noviembre de 1939. Desde sus comienzos realizó una gran actividad de mantenimiento de flotas de aviones, revisándolos y reparándolos. En sus primeros años se trabajaba con aviones procedentes de la Guerra Civil: Polikarpov I.15, Savoia 79, Katiuska SB-2, Caproni, Heinkel, etc. En esta época hubo un claro predominio de la aviación ligera en los trabajos, haciéndose necesaria la fabricación en Maestranza de la mayoría de las piezas y accesorios.
A principios de los 80 comenzó la potenciación y reconversión, para conseguir la capacidad necesaria para llevar a cabo la revisión y recuperación de componentes de los modernos aviones de combate. Esta revisión fue posible gracias al aumento del potencial humano y de la infraestructura de hangares y talleres.

## TLP
Desde julio de 2009 la base aérea acoge el Programa de Liderazgo Táctico (TLP) de perfeccionamiento de tácticas aéreas. En esta escuela se imparten 6 cursos de vuelo al año, además de numerosos cursos académicos (Intel, EW, COMAO...). Es el Top Gun de Europa.
Poco después del anuncio de la instalación del TLP en Albacete, el 23 de marzo de 2007 se constituyó la Plataforma contra la Militarización de Albacete (ConMilAb) como respuesta social frente al desarrollo del militarismo y el armamentismo en Albacete. Ese año, también, se anunció la instalación de la fábrica de helicópteros de asalto "Tigre" de Eurocopter, por lo que el compromiso de la ciudad, junto con el cercano campo de maniobras de Chinchilla, situaba a la ciudad como referente de la guerra en el territorio nacional. Bajo el lema "dinero aquí, muerte allí", la plataforma estuvo activa hasta 2017.

## Centro Nacional de Adiestramiento de Chinchilla

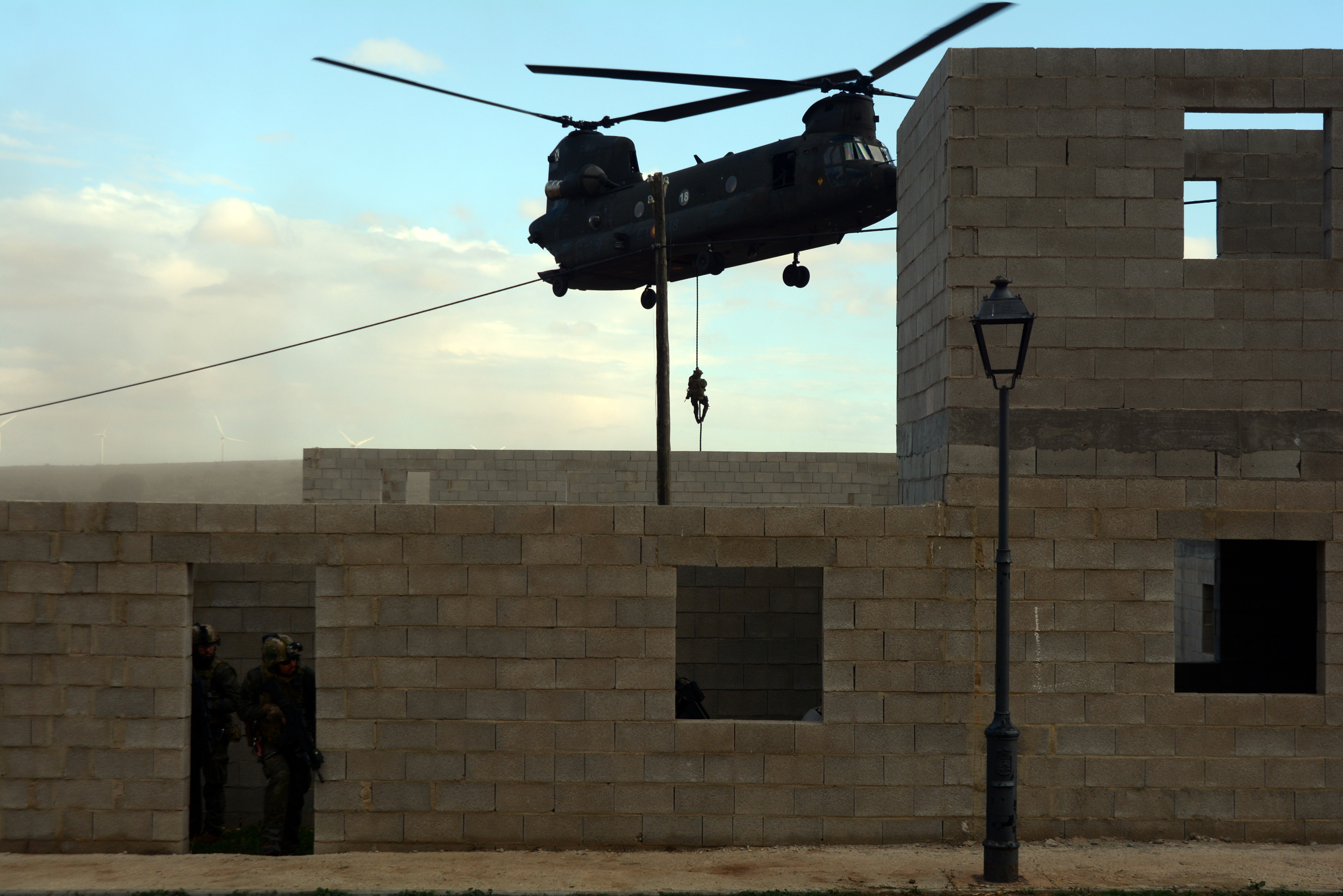
Centro Nacional de Adiestramiento de Chinchilla

Muy cerca de la base se sitúa el Centro Nacional de Adiestramiento de Chinchilla del Ejército de Tierra de España, situado al este de la capital, en el colindante término municipal de Chinchilla de Montearagón, con el que mantiene actividades conjuntas. El centro, que comprende un complejo conjunto de instalaciones y medios de simulación, sirve de formación a militares de los tres ejércitos así como a personal de las Fuerzas y Cuerpos de Seguridad del Estado. Es uno de los dos Centros Nacionales de Adiestramiento de España.

## Actividades

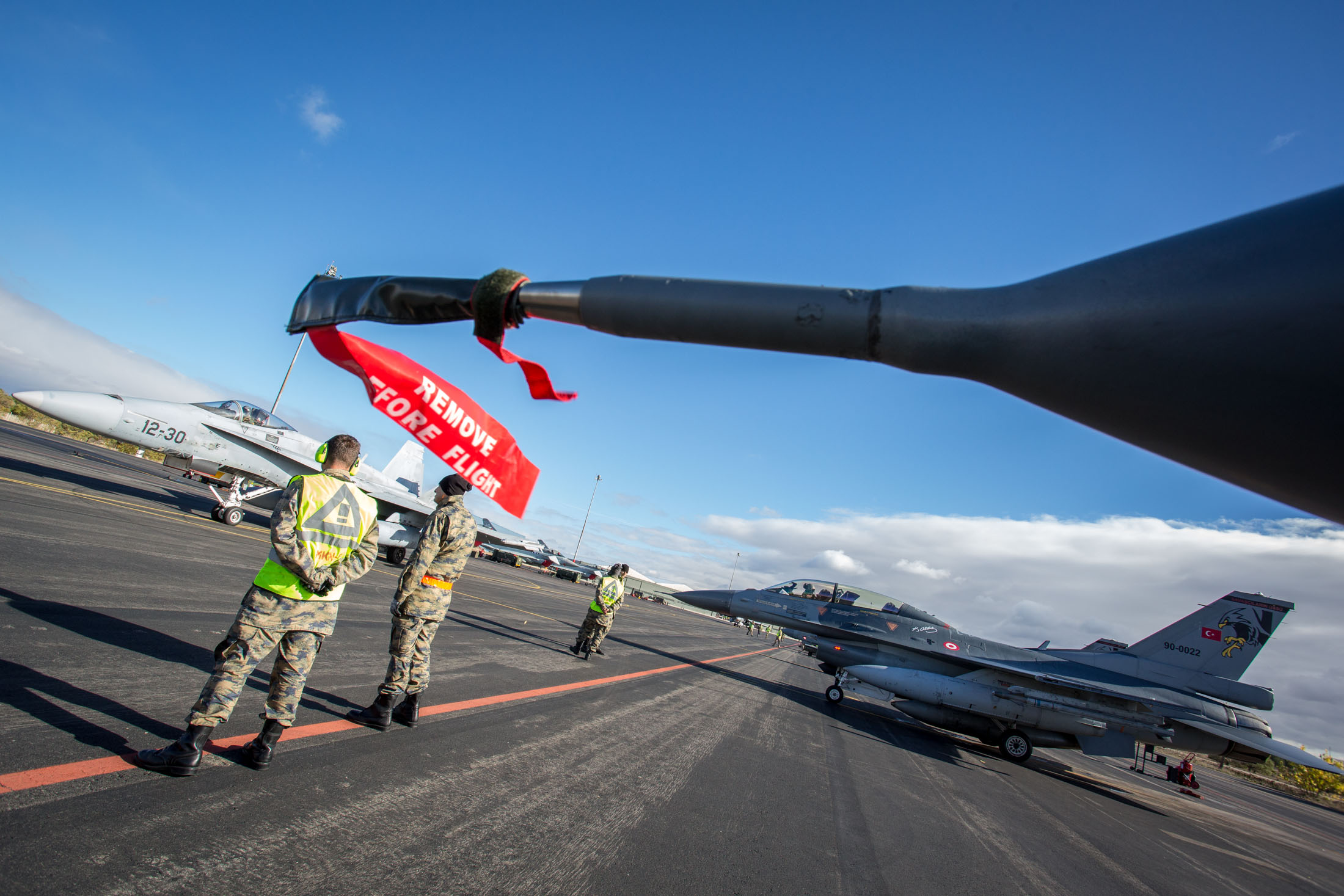
Actividad en la Base Aérea de Los Llanos

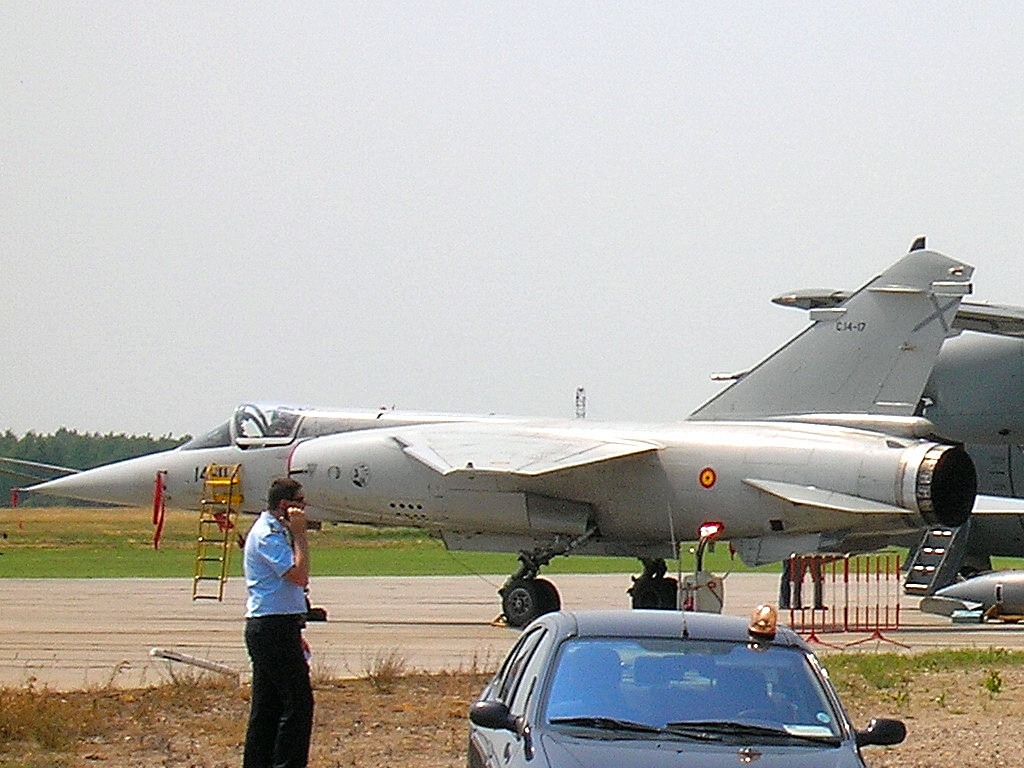
Un Mirage F1M del Ejército del Aire de España en la exhibición aérea "Kilkime" en Kaunas, Lituania

Por sus condiciones geoestratégicas dentro de la península ibérica, es una de las bases principales de defensa de España, junto a la Base Aérea de Morón, la Base Aérea de Torrejón, la Base Aérea de Zaragoza y la Base Aérea de Gando, y mantiene en alerta constante las 24 horas del día y los 7 días de la semana a dos cazas, que estarían dispuestos a despegar en 5 minutos si se presentara alguna eventualidad.

### Tiger Meet
Respecto a la participación de la Base Aérea de Los Llanos en los Tiger Meet, el
Escuadrón 142 es miembro de pleno derecho desde 1986, fecha desde la que se han realizado dos eventos en esta baseː en 1992 y en 2006.

### Policía Aérea Báltica
La misión de policía aérea y protección de los cielos bálticos fue desarrollada a finales de 2006, misión en la que se desarrollaron más de 150 operaciones de scramble, de las que dos fueron alpha scramble.

## Incidentes
- Accidente aéreo de la Base Aérea de Los Llanos de 2015
- El 12 de octubre de 2017 un Eurofighter Typhoon del Ala 14 se estrella tras la maniobra de rotura de una formación de 4 aparatos previa al aterrizaje, después de volver del desfile aéreo de la fiesta nacional; el piloto fallece.[24]